# Gölen (Kulltorps socken, Småland)
Gölen är en sjö i Gnosjö kommun i Småland och ingår i Lagans huvudavrinningsområde. Sjön är 6,2 meter djup, har en yta på 0,0409 kvadratkilometer och är belägen 173 meter över havet. Sjön avvattnas av vattendraget Lillån. Vid provfiske har abborre fångats i sjön.

## Delavrinningsområde
Gölen ingår i det delavrinningsområde (633898-137591) som SMHI kallar för Mynnar i Bolmån. Avrinningsområdets medelhöjd är 171 meter över havet och ytan är 57,54 kvadratkilometer. Det finns inga delavrinningsområden uppströms utan avrinningsområdet är högsta punkten. Lillån som avvattnar avrinningsområdet har biflödesordning 3, vilket innebär att vattnet flödar genom totalt 3 vattendrag innan det når havet efter 155 kilometer. Delavrinningsområdet består mestadels av skog (49 procent), jordbruk (17 procent) och sankmarker (17 procent). Avrinningsområdet har 0,88 kvadratkilometer vattenytor vilket ger det en sjöprocent på 1,5 procent. Bebyggelsen i området täcker en yta av 2,73 kvadratkilometer eller 5 procent av avrinningsområdet.